# Montagut (Querol)
El Montagut és una muntanya de 963 metres que es troba al municipi de Querol, a la comarca de l'Alt Camp. El coll de Montagut separa la muntanya de Montagut del Puig d'en Rovira.
Al cim s'hi pot trobar un vèrtex geodèsic (referència 271125001). Aquest cim està inclòs al llistat dels 100 cims de la FEEC.